# Shwegûgyi
Le temple Shwegugyi (birman ရ္ဝ္ဟေဂူက္ရီး ; littéralement "Grande cave d'Or") est un temple bouddhiste de Bagan construit sous le règne d'Alaungsithu en 1131.
Le temple, qui repose sur une haute plate-forme de briques, est orienté vers le nord et on y accède par une volée de marches à l'angle nord-ouest. La salle et le couloir intérieur qui entoure la masse centrale sont tous deux dotés de portes et de fenêtres ouvertes qui laissent passer librement la lumière et l'air. Les arcades, les pilastres, les plinthes et les corniches sont ornés de fines sculptures en stuc. L'histoire du temple est consignée sur deux dalles de pierre placées dans les murs intérieurs. L'inscription lithique en vers est célèbre pour le style et l'élégance de sa composition. Il est mentionné que le temple a été achevé en 7 mois.
Son pilier central, peu épais, est creusé de 4 niches abritant des statues de Bouddha. Le couloir pourtourant est large, bien éclairé par quatre portes et six fenêtres. L'ensemble est surmonté par un haut sikhara (tour-sanctuaire) et un petit stûpa.
Le roi Alaungsithu se fit transporter dans ce temple au cours de sa dernière maladie, et c'est là que son fils Narathu l'étouffa (1167) pour prendre le pouvoir.

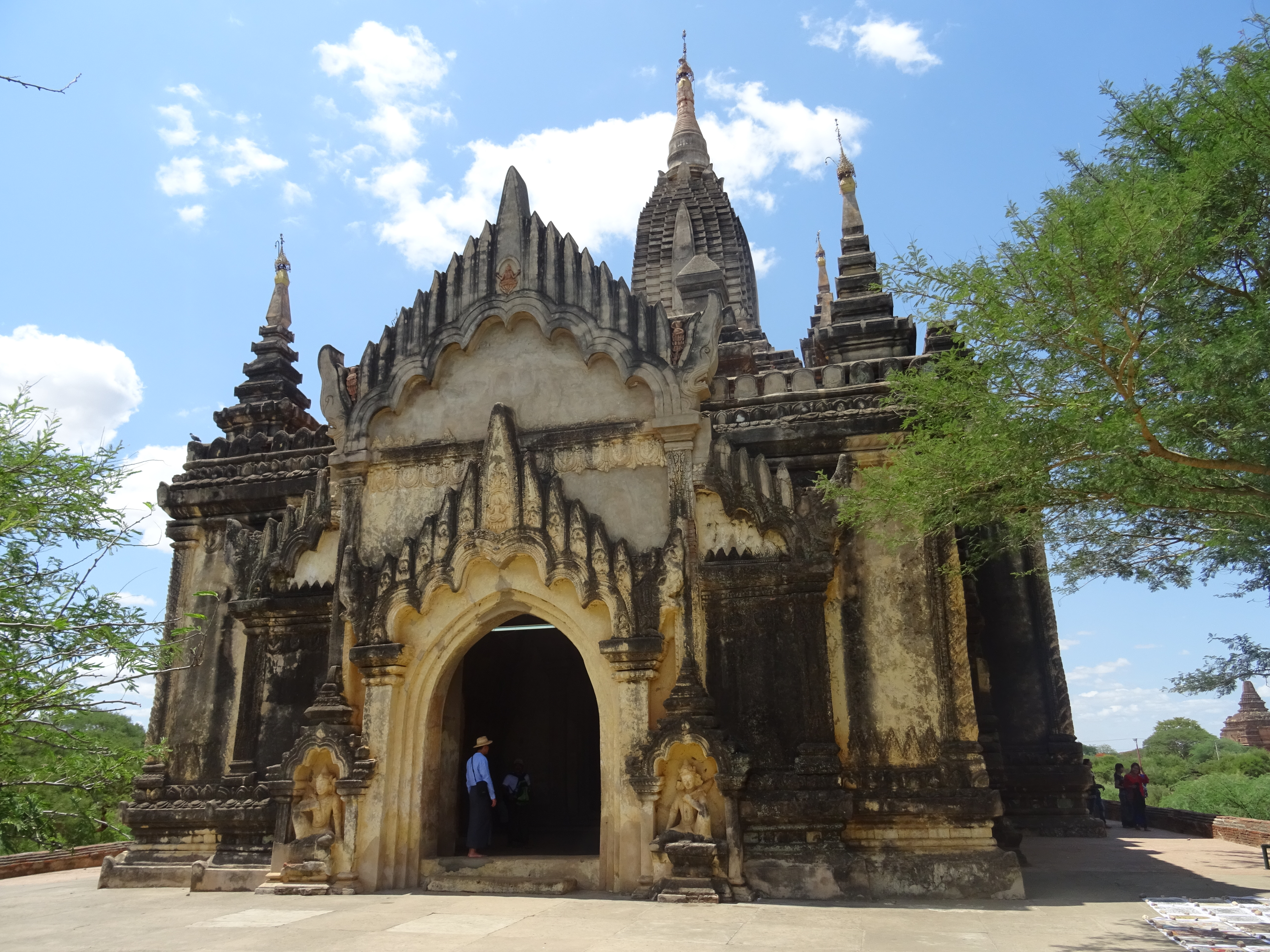